# Tri (film, 1965)
Tri je jugoslovanski črno-beli vojni film iz leta 1965, ki ga je režiral Aleksandar Petrović in temelji na zbirki pripovedk Paprat i vatra Antonija Isakovića iz leta 1942. V glavnih vlogah nastopajo Bata Živojinović, Kole Angelovski, Stole Aranđelović, Dragomir Bojanić in Milan Jelić. Zgodba se dogaja pred, med in po koncu druge svetovne vojne. Film je omnibus, saj prikazuje temo smrti v treh oblikah, kot priča, žrtev in morilec, vsako v svoji zgodbi.
Film je bil premierno prikazan leta 1965 v jugoslovanskih kinematografih in je naletel na dobre ocene kritikov. Na Puljskem filmskem festivalu je osvojil glavno nagrado velika zlata arena za najboljši jugoslovanski film, ki si jo je delil s filmom Prometej z otoka Viševice, ob tem pa še nagradi za najboljšo režijo (Petrović) in glavnega igralca (Živojinović). Bil je jugoslovanski kandidat za oskarja za najboljši tujejezični film na 39. podelitvi, kjer je bil nominiran za oskarja. Na Mednarodnem filmskem festivalu v Karlovih Varih je osvojil nagrado za najboljšo režijo (Živojinović).

## Vloge
- Bata Živojinović kot Miloš Bojanić
- Nikola-Kole Angelovski kot nabornik
- Stole Aranđelović
- Dragomir Bojanić kot žandar
- Milan Jelić kot nabornik
- Branislav Jerinić kot komandir
- Laza Jovanović
- Mirjana Kodžić kot gospa
- Vesna Krajina kot Vera
- Voja Mirić kot partizan
- Slobodan Perović kot obtoženi
- Ali Raner as Mladić